# Туре, Ахмед Секу
Ахме́д Секу́ Туре́ (фр. Ahmed Sékou Touré; 9 января 1922, Фарана — 26 марта 1984, Кливленд) — гвинейский политический, государственный и общественный деятель, писатель, борец с колониализмом, первый президент Гвинеи с 2 октября 1958 по 26 марта 1984 года.

## Биография
Родился 9 января 1922 года в городке Фарана во Французской Гвинее в крестьянской семье народа малинке. Приходился правнуком известному лидеру антиколониальной борьбы народов Западного Судана Самори Туре, в 1884—1898 годах возглавлявшему сопротивление французской колонизации.
Проучился два года в Педагогическом лицее в центре колонии Конакри, однако в 1937 году исключён за революционную деятельность (участие в забастовках), работал на почте. В 1945 году стал соучредителем объединения рабочих, в 1946 году — вице-президентом Африканского демократического объединения, боровшегося за независимость стран Западной Африки. В 1947 году создал Демократическую партию Гвинеи, им же и возглавленную в 1952 году. С 1948 года был генеральным секретарём гвинейской секции Всеобщей конфедерации труда Франции, с 1950 года — генеральным секретарём Координационного комитета профсоюзов ВТФ во Французской Западной Африке, а с 1956 года — Всеобщей конфедерации трудящихся Чёрной Африки.
В 1956 году избран депутатом Национального собрания Франции и мэром Конакри, что позволило ему повести бескомпромиссную борьбу за предоставление Гвинеи независимости.
В 1958 году Гвинея стала единственной колонией Франции, отвергшей на референдуме Конституцию V Республики, и таким образом получив независимость 2 октября 1958 года. Это привело к разрыву отношений с Францией и введением экономической блокады страны. Секу Туре решил переориентироваться на СССР и на посту президента Гвинеи проводил радикальные социалистические преобразования, предусматривавшие активную индустриализацию и создание промышленных гигантов при помощи советских специалистов. Значительно были расширены права женщин — вплоть до учреждения «женсоветов».
Выступал за полную деколонизацию Африки, борьбу с неоколониализмом, тесную интеграцию и взаимопомощь деколонизировавшихся стран, а также развитие дружественных отношений с СССР и странами социалистического лагеря.
Вместе с тем уже в 1960 году большинство французских колоний в Африке получили независимость, сохранив при этом тесные связи с Францией, и во время Карибского кризиса 1962 года Секу Туре ненадолго (до убийства Дж. Кеннеди) фактически переориентировался на США. При этом отношения с Францией остались напряжёнными.
В октябре 1971 г. в ходе кампании массовых репрессий в тюрьме были казнены несколько десятков видных оппонентов диктатора.
25 апреля 1972 года передал пост главы правительства Луи Лансана Беавоги, который стал его официальным преемником.
В 1974 г. в стране состоялись выборы президента и парламента. Согласно опубликованным данным, за Секу Туре и его партию проголосовало 100 % имеющих право голоса, за кандидатуры было отдано 100 % голосов «за».
В 1977 году в стране наметился политический кризис: «бунт базарных торговок» на рынке в Конакри, вылившийся в массовые протесты, привёл к постепенному сворачиванию радикальных «социалистических» реформ с государственным контролем цен.
В 1978 году впервые пригласил в Гвинею президента бывшей метрополии, Валери Жискар д’Эстена.
Скончался 26 марта 1984 года в госпитале, в Кливленде (США) во время операции.
Исполняющим обязанности президента стал Луи Лансана Беавоги, который уже 3 апреля был свергнут полковником Лансана Конте. Беавоги оказался в тюрьме, где вскоре умер (по официальной версии, от диабета).
4 июля 1985 года произошла попытка переворота силами, верными бывшему президенту во главе с бывшим премьер-министром Диарра Траоре (казнён 8 июля 1985 года). После почти двухлетнего следствия 58 участников были приговорены к смертной казни (в том числе 8 бывших министров при Секу Туре), 140 — к различным срокам тюремного заключения (в том числе вдова, Андре Туре, брат, Исмаэль Туре, и сын Секу Туре).
В октябре 2021 года по случаю 50-й годовщины кровавой бойни в октябре 1971 года родственники 70 гвинейцев, казнённых при режиме Секу Туре, обратились к президенту Мамади Думбуя с просьбой о реабилитации и достойном захоронении жертв. Однако президент, пришедший к власти в результате переворота в сентябре 2021 г., напротив, ответил демонстративным увековечением памяти бывшего диктатора. 16 декабря 2021 года именем Секу Туре был назван международный аэропорт в Конакри. Его именем также названа улица в Аккре (Гана).